# Kanton Le Monastier-sur-Gazeille
Der Kanton Le Monastier-sur-Gazeille war bis 2015 ein französischer Wahlkreis im Arrondissement Le Puy-en-Velay, im Département Haute-Loire und in der Region Auvergne; sein Hauptort war Le Monastier-sur-Gazeille.
Der Kanton Le Monastier-sur-Gazeille war 190,77 km² groß und hatte 4042 Einwohner (Stand: 2012).

## Gemeinden
Der Kanton umfasste elf Gemeinden:
| Gemeinde                  | Einwohner Jahr | Fläche km² | Bevölkerungsdichte | Code INSEE | Postleitzahl |
| ------------------------- | -------------- | ---------- | ------------------ | ---------- | ------------ |
| Alleyrac                  | 118 (2013)     | 11,34      | 10 Einw./km²       | 43004      | 43150        |
| Chadron                   | 275 (2013)     | 13,62      | 20 Einw./km²       | 43047      | 43150        |
| Freycenet-la-Cuche        | 111 (2013)     | 16,25      | 7 Einw./km²        | 43097      | 43150        |
| Freycenet-la-Tour         | 100 (2013)     | 7,93       | 13 Einw./km²       | 43098      | 43150        |
| Goudet                    | 57 (2013)      | 4,5        | 13 Einw./km²       | 43101      | 43150        |
| Laussonne                 | 1015 (2013)    | 25,11      | 40 Einw./km²       | 43115      | 43150        |
| Le Monastier-sur-Gazeille | 1772 (2013)    | 39,39      | 45 Einw./km²       | 43135      | 43150        |
| Moudeyres                 | 102 (2013)     | 9,25       | 11 Einw./km²       | 43144      | 43150        |
| Présailles                | 144 (2013)     | 22,23      | 7 Einw./km²        | 43156      | 43150        |
| Saint-Martin-de-Fugères   | 204 (2013)     | 20,87      | 10 Einw./km²       | 43210      | 43150        |
| Salettes                  | 145 (2013)     | 20,28      | 7 Einw./km²        | 43231      | 43150        |